# Pia Lindman
Pia Maria Lindman, född 11 juni 1965 i Esbo, är en finländsk bild-, performance-, foto- och videokonstnär. 
Lindman studerade 1988–1996 vid Bildkonstakademin och tog högre examen 1996; hon har även studerat vid Massachusetts Institute of Technology 1997–1999, Master of Science in Visual Studies 1999; Arkitekthøgskolen i Oslo, doktorseminar 1995–1997. Hon deltog första gången i De ungas utställning 1993 och detta år även i Unga fotokonstnärers biennale EXIT i Finlands fotografiska museum med tre arbeten: "Jag är i form", "Miss Universum", en performance från 1992, som hon filmat, och "(Jag är) mor (Jag är)". Hon har ställt ut bland annat med Muu ry. i Moskva 1991, i Bronx Museum och Museum of Modern Art i New York 2000. 
Lindman kom till New York 1999 och slog följande år igenom med sin installation Public Sauna, där förbipasserande fick bada bastu. Vid tiden för World Trade Center-katastrofen 2001 antogs hon till residensprogrammet inom Lower Manhattan Culture Council och gjorde bland annat videofilmerna World Financial Center och Thisplace. Hennes videoutställning i Helsingfors 2003 handlade om möten mellan myndigheter och invånare i New York efter den 11 september. I det nya, utvidgade Museum of Modern Art har bland annat Lindmans video Shea Stars Flash visats 2004. Hon har föreläst bland annat i USA (bland annat Massachusetts Institute of Technology med ett performanceprojekt som inleddes 2002) och England samt publicerat talrika artiklar om sin konst i bland annat utställningskataloger, bildkonst- och fototidskrifter. I hemlandet har hon undervisat bland annat vid Annegården i Helsingfors (kurslärare) 1991–1995, Nordiska konstskolan (kurs i performance) 1995, Lahtis konstinstitut 1996 (kurs i performance 1997), Konstindustriella högskolan (kurs i performance) 1997. Hon har tillhört Muu ry. och varit dess ordförande 1994.
Lindman är representerad vid bland annat Museum of Modern Art